# Cinara cronartii
Cinara cronartii là một loài côn trùng trong họ Aphididae. Loài này được Tissot & Pepper miêu tả khoa học đầu tiên năm 1967.
Đây là loài gây hại của cây Pinus elliottii, phát triển phổ biến ở Nam Phi.